# Khoisan
|  | Aquest article tracta sobre els pobles de l'Àfrica Austral. Si cerqueu les llengües parlades per aquest poble, vegeu «llengües khoisànides». |

Distribució aproximada de les llengües khoisànides parlades pels pobles khoi i san (en verd)

Khoisan (també escrit Khoesaan, Khoesan o Khoe–San) és un grup que uneix dos grups ètnics de l'Àfrica austral, sovint referits com a boiximans. Aquests grups comparteixen característiques lingüístiques i físiques que els diferencien de la majoria bantu de la regió.
Culturalment, els khoisan es divideixen en khoikhoi (pastors) i els san (caçadors recol·lectors). Els san inclouen els habitants originaris del sud d'Àfrica abans que les migracions bantus de l'Àfrica central i oriental arribessin a la seva regió, que conduí els agricultors bantus a reemplaçar els khoi i san, com a població majoritària. Sembla que els pastors khoi arribaren al sud d'Àfrica abans que els bantus. Amb el temps, alguns khoi abandonaren el pasturatge i adoptaren l'economia de caçadors recol·lectors dels san, probablement a causa d'un canvi climàtic que provocà una major sequera, i ara es consideren san. De la mateixa manera, els bantu de l'ètnia damara més tard abandonaren l'agricultura i adoptaren l'economia khoi. Grans poblacions khoisan romanen en diverses zones àrides de la regió, especialment al desert de Kalahari.

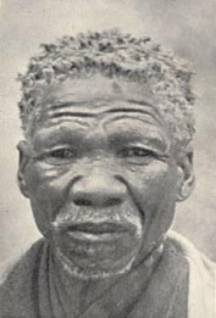
Home khoi
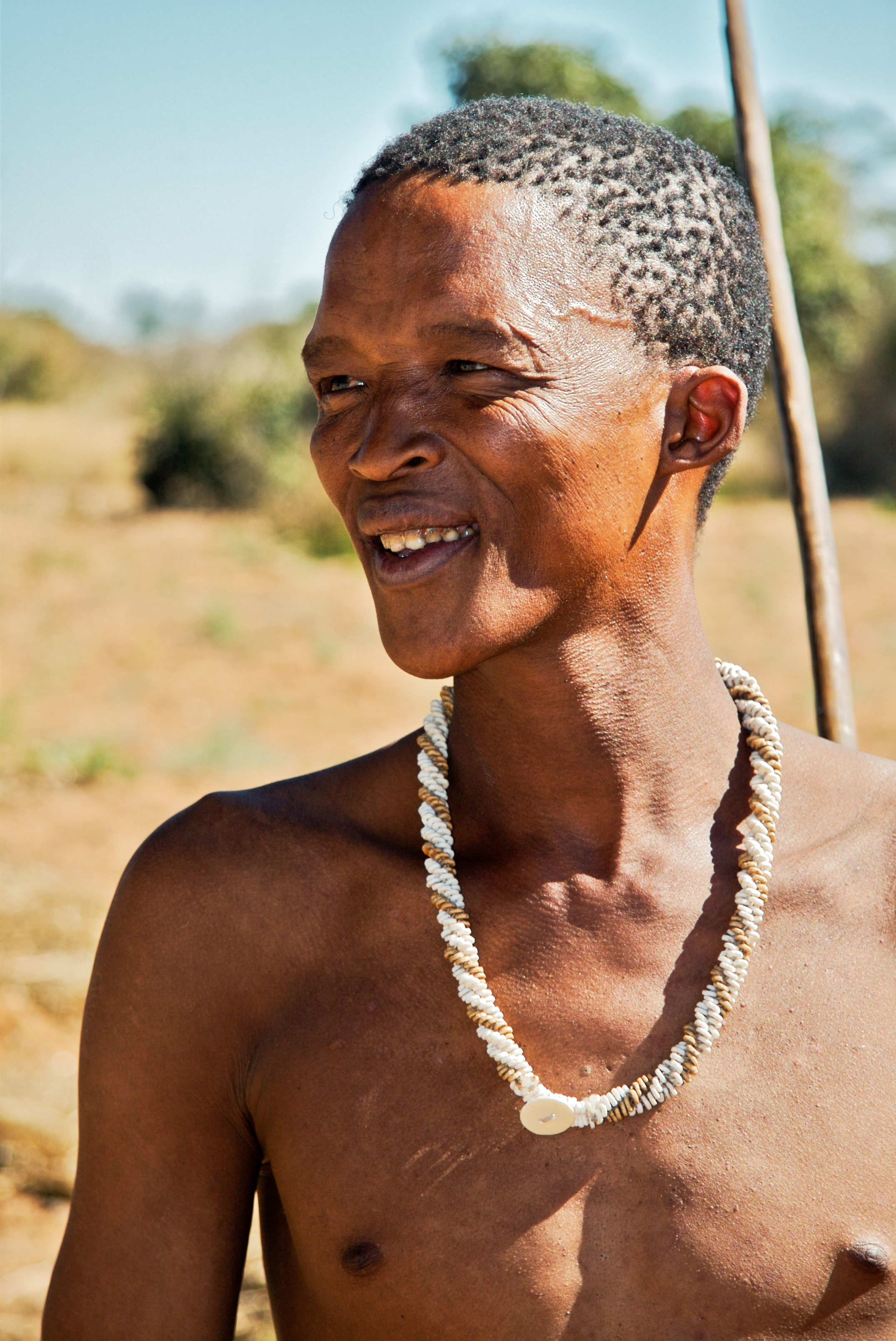
Home san

## Religió tradicional
Vegeu religions africanes tradicionals. Espiritualitat khoisan.